# Ronny Cox
Daniel Ronald «Ronny» Cox (Cloudcroft, Nuevo México, 23 de julio de 1938) es un actor, cantautor y guitarrista estadounidense. Es conocido por sus roles de personas con autoridad y poder en filmes taquilleros de Hollywood como Deliverance (1972), Beverly Hills Cop (1984), RoboCop (1987) y Total Recall (1990), entre sus actuaciones más destacadas.

## Primeros años
Ronny Cox nació en Cloudcroft, Nuevo México, siendo el tercero de cinco hermanos del matrimonio de Robert Cox, un carpintero y músico (al que ayudó y del que aprendió el oficio y a tocar la guitarra), y Loretta Rucker, una ama de casa. Se graduó en la Universidad Eastern en la carrera de Teatro e Interpretación en 1963. Creció y se crio en Portales, Nuevo México.

## Carrera en Hollywood
Trabajó en teatro a comienzos de los años 1960 y también en la composición de canciones para diferentes obras, primero en Nuevo México, y luego en Nueva York cuando fue contratado por una compañía teatral de aquella ciudad en 1966. Su primera aparición en Hollywood fue en el film de John Boorman Deliverance, el cual narra las aventuras de cuatro amigos. Cox actuó junto a actores de la talla de John Voight, Burt Reynolds y Ned Beatty. Su personaje, Drew Ballinger, tiene un mítico duelo de guitarra contra banjo, con un adolescente autista en una escena del film tocando el clásico "Dueling Banjos". La película fue considerada una de las mejores de 1972, junto a filmes como El Padrino y Cabaret. Fue además nominada a tres premios Óscar de la Academia, cinco Globos de oro y un Premio del sindicato de actores de Nueva York para John Boorman en la dirección. Luego de su buena performance siguió su carrera en diferentes filmes, como The Mind Snatchers (1973), A Case of Rape (1974), junto a Elizabeth Montgomery, Bound for Glory (1976), junto a David Carradine y The Car (1977), con James Brolin. En 1978 participó en la película de desastre Gray Lady Down, junto a Charlton Heston, David Carradine y Christopher Reeve. Además, participó como actor invitado en la serie televisiva La isla de la fantasía.
Arrancó 1980 con la película de aventuras para televisión The Courage of Kavik the Wolf Dog. En 1981 realizó el papel del Coronel Kerby en el intenso drama acerca de una sublevación armada en una academia militar Taps, más allá del honor, junto a George C. Scott, Timothy Hutton y dos jóvenes promesas de ese momento, Tom Cruise y Sean Penn. En 1982 protagonizó la película de terror The Beast Within y la cinta de suspenso y acción Tangiers. En 1984 dio vida al capitán de policía Andrew Bogomil en la exitosa comedia de acción Beverly Hills Cop, protagonizada por Eddie Murphy y considerada una de las mejores películas del año y de las más taquilleras. También en 1984 emprendió un proyecto personal y produjo y escribió Courage, una historia sobre la vida en el desierto de Nevada y sus habitantes, su folclore y sus costumbres. 
En enero de 1985 comenzó a trabajar en la serie televisiva Spencer, continuando en ella por una temporada. En 1985 actuó en Vision Quest, junto a Linda Fiorentino, Matthew Modine y Madonna, esta última en un pequeño papel como la cantante de un club donde interpreta su gran éxito "Crazy for You". Luego, Cox realizó otro papel que lo marcó, como un gerente corporativo, corrupto, autoritario y sin escrúpulos, Richard "Dick" Jones, en otro gran éxito RoboCop, cinta de ciencia ficción policial de 1987 dirigida por Paul Verhoeven. Ese mismo año volvió como el Capitán Andrew Bogomil en la película Beverly Hills Cop II. Luego, trabajó en la serie televisiva St. Elsewhere, entre 1987 y 1988, en la película para televisión In the Line of Duty: The F.B.I. Murders (1988) y después en la cinta de acción One Man Force (1989).
Comenzó la década de 1990 con Capitán América (1990) y luego apareció en la miniserie televisiva Cop Rock (1990), como el jefe de policía Roger Kendrick. Ese mismo año Paul Verhoeven lo vuelve a reclutar para otro exitoso film de ciencia ficción, Total Recall, en el papel de Vilos Cohaagen, el malvado archienemigo de Douglas Quaid (Arnold Schwarzenegger), en una futurista Marte ya hecha colonia de la Tierra. Luego trabajó como estrella invitada en la serie televisiva Star Trek: La nueva generación como el capitán Edward Jellico, apareciendo en un episodio doble de la sexta temporada. En 1996 en Rebound: The Legend of Earl "The Goat" Manigault y en 1997 trabajó en la película de acción Murder at 1600, como el Presidente de Estados Unidos Jack Neil, actuando junto a Wesley Snipes, Diane Lane y Alan Alda. 
En la década de 2000 apareció en películas como Perfect Murder, Perfect Town (2000), American Outlaws (2001), Imagine That (2009), y en series de televisión como The Agency (2001), Losing Grace (2001), Crazy as Hell (2002), Angel in the Family (2004), Desperate Housewives (2006), Commander in Chief (2006), Tell Me You Love Me (2007), además de prestar su voz para el videojuego Killzone (2004).
Empezó la década de 2010 con la película televisiva Truth Be Told (2011) como Alexander Bishop, después actuó en películas como Age of Dinosaurs (2013), Beyond the Reach (2014), Pure Country Pure Heart (2017), The Car: Road to Revenge (2019) y en series como Dexter (2011), Mr. Sunshine (2011), Leverage (2012), Childrens Hospital (2015), True Detective (2015), Married (2015), Nashville (2018) y Being the Ricardos (2021).

## Carrera musical
Eclipsada por su carrera actoral, pocos conocen la carrera musical de Ronny Cox, pero desde que se tomó un pequeño respiro de la actuación a fines de los 90, se ha dedicado a hacer shows casi todos los fines de semana en teatros y cuanto festival se presente. Cox lidera un tour musical donde viaja cada año a Irlanda y tiene gran éxito, estando su banda integrada por violinistas, mandolinistas y un acordeonista.

## Discografía
| Año  | Título                                                |
| ---- | ----------------------------------------------------- |
| 2012 | Ronny, Rad and Karen                                  |
| 2009 | Songs... with Repercussions                           |
| 2008 | How I Love Them Old Songs...                          |
| 2006 | Ronny Cox at the Sebastiani Theatre                   |
| 2006 | Ronny Cox: Songs, Stories... and Out & Out Lies (DVD) |
| 2004 | Ronny Cox Live                                        |
| 2002 | Cowboy Savant                                         |
| 2000 | Acoustic Eclectricity                                 |
| 1993 | Ronny Cox                                             |

## Filmografía

### Cine y televisión
- Deliverance (1972)
- The Mind Snatchers (1972)
- A Case of Rape (1974)
- Bound for Glory (1976)
- The Car (1977)
- Gray Lady Down (1978)
- Harper Valley (1978)
- The Onion Field (1979)
- Alcatraz: The Whole Shocking Story (1980) (serie de televisión)
- The Courage of Kavik the Wolf Dog (1980)
- Taps, más allá del honor (1981)
- Fallen Angel (1981)
- The Beast Within  (1982)
- Tangiers (1982)
- Beverly Hills Cop (1984)
- Courage (escritor y productor) (1984)
- Spencer (1984) (serie de televisión)
- La historia de Jesse Owens (1984) (película para televisión)
- Vision Quest (1985)
- RoboCop (1987)
- Justicia de acero (1987)
- Beverly Hills Cop II (1987)
- St. Elsewhere (1987–88) (serie de televisión)
- In the Line of Duty: The F.B.I. Murders (1988)
- One Man Force (1989)
- Capitán América (1990)
- Cop Rock (1990) (serie de televisión)
- Loose Cannons (1990)
- Total Recall (1990)
- Scissors (1991)
- Star Trek: The Next Generation (1991) (serie de televisión)
- Murder at 1600 (1997)
- Stargate SG-1 (1998–2005) (serie de televisión)
- FreeSpace 2 (1999) (voz) (videojuego)
- Forces of Nature (1999)
- Perfect Murder, Perfect Town (2000) (película para televisión)
- The Agency (2001) (serie de televisión)
- Losing Grace (2001)
- The Boys of Sunset Ridge (2001)
- American Outlaws (2001)
- Crazy As Hell (2002)
- Angel in the Family (2004) (serie de televisión)
- Killzone (2004) (voz) (videojuego)
- Desperate Housewives (2006) (serie de televisión)
- Commander in Chief (2006)
- Tell Me You Love Me (2007) (serie de televisión)
- Imagine That (2009)
- Dexter (2011) (serie de televisión)
- Age of Dinosaurs (2012)